# Eimear Moran
Eimear Moran (* 21. Februar 1984 in Tullamore) ist eine ehemalige irische Radsportlerin und Ruderin.

## Sportliche Laufbahn
Eimear Moran begann ihre sportliche Karriere als Ruderin. Als 16-Jährige wurde sie bereits zweifache irische Junioren-Meisterin. 2001 startete sie bei den Junioren-Weltmeisterschaften in Duisburg und belegte Platz 12 im Einer der Frauen. Auch nahm sie mehrfach an der Henley Royal Regatta teil, wo sie in verschiedenen Bootsklassen gewann. 2002 startete Moran erneut bei den Weltmeisterschaften der Junioren im Einer, erreichte im Gegensatz zum Vorjahr allerdings nicht das B-Finale und belegte den 14. Gesamtrang. Im Jahr 2004 nahm sie an den Hochschul-Weltmeisterschaften im Rudern in Frankreich teil.
Anschließend legte Moran eine Wettkampfpause ein, bis sie 2010 als 26-Jährige ihr Comeback hatte und in Henley im Vierer siegte. In den folgenden Jahren war sie Mitglied der irischen Ruder-Nationalmannschaft. In der Saison 2014 wurde sie bei den Ruder-Europameisterschaften in Belgrad erstmals in der Nationalmannschaft der offenen Altersklasse eingesetzt. Gemeinsam mit Monika Dukarska belegte sie im Doppelzweier den 10. und letzten Rang. Das Duo belegte bei einer Regatta des Ruder-Weltcups wenig später ebenfalls den letzten Rang. Insgesamt errang Moran acht nationale Titel im Rudern.
2014 suchte Eimear Moran eine neue sportliche Herausforderung. Als in einem Trainingscamp der irischen Rad-Nationalmannschaft in Alkmaar im November 2014 ein Platz frei wurde, wurde sie eingeladen, mitzufahren, und sie entdeckte ihre Freude am Bahnradsport. Im Jahr darauf errang sie sechs Titel bei den irischen Bahnmeisterschaften in Dublin: im Keirin, im Teamsprint, im Sprint, in der Einerverfolgung, im Scratch und im 500-Meter-Zeitfahren. Bei den UEC-Bahn-Europameisterschaften 2015 gehörte sie mit Josie Knight, Lydia Boylan und Melanie Spath zum irischen Vierer, der in der Mannschaftsverfolgung Rang sechs belegte.

## Erfolge im Radsport
2015
- Irische Meisterin – 500-Meter-Zeitfahren, Sprint, Keirin, Teamsprint (mit Michelle Mullen), Scratch, Einerverfolgung

2016
- Irische Meisterin – 500-Meter-Zeitfahren, Sprint, Keirin, Teamsprint (mit Susie Mitchell)